# クマーオニー語
クマーオニー語（クマーオニーご、クマーオニー語: कुमाऊँनी भाषा, [kuːmɑːʊni] クーマーウニ、英: Kumaoni language） は、インド語派のパハール語（北部諸語） に属する言語である。クマーウーン語、クマーウーニー、クマーオニーともいう。 クマーウーニー、クマーオニーという名称はクマーウーン地方のクマーウーンという地名が由来である。話者は、インド、ウッタラーカンド州のクマーウーン地方の人々である。
話者数は、1998年の調査で2,360,000人である。

## 言語名別称
- クマーウーン語
- クマオニ語
- クマーウーニー語
- クマーオニー語
- クマーウーニー
- クマーオニー
- Kamaoni
- Kumau
- Kumauni
- Kumawani
- Kumgoni
- Kumman
- Kunayaoni

## 方言
- Southeastern Kumauni (kfy-sou)
- Western Kumauni (kfy-wes)
- Northeastern Kumauni (kfy-nor)
- Central Kumauni (kfy-cen)